# Elaphropoda magrettii
Elaphropoda magrettii är en biart som först beskrevs av Charles Thomas Bingham 1897.  Elaphropoda magrettii ingår i släktet Elaphropoda och familjen långtungebin. Inga underarter finns listade i Catalogue of Life.